# Алиса в Страната на чудесата
Вижте пояснителната страница за други значения на Алиса в Страната на чудесата.
„Алиса в Страната на чудесата“ (на английски: Alice's Adventures in Wonderland) е детски роман, написан от английския писател и математик Чарлз Латуидж Доджсън, под псевдонима Луис Карол, и излязал за първи път през 1865 г.
Книгата представлява приказна история, чийто главен персонаж е малко момиченце на име Алиса, което, следвайки говорещ бял заек, попада в непознат и напълно объркан свят, пълен с причудливи и фантастични персонажи, много от които са алюзия към личните приятел на Доджсън. Самата Алиса е вдъхновена от реално съществуващо момиче, близка на автора. През 1871 г. излиза продължението на романа, озаглавено „Алиса в Огледалния свят“.
Произведението се смята за изключително популярно и влиятелно в световната литературата, насочено стриктно към малките читатели, но обичано еднакво и от по-възрастните. Творбата изобилства със сатира, символизъм и абстракции, което я прави един от най-характерните представители на литературния нонсенс. Повествователни линия и структура на „Алиса в страната на чудесата“ оказват огромно влияние върху жанровото развитие на фентъзито. По приказната творба са създадени множество театрални, филмови и телевизионни адаптации.

## Сюжет

### Първа глава. В заешката дупка
Алиса седи заедно със сестра под едно дърво. Сестрата чете книга, която е безинтересна на малкото момиче, понеже няма нито картинки, нито диалози. Неочаквано един бял заек изскача пред тях. Заекът изважда часовник от джоба на жилетката си, поглежда го и забързва нанякъде. Алиса го проследява през полето и вижда, че се шмугва в една голяма заешка дупка. Момичето се спуска подире му. Дупката върви донякъде направо, но изведнъж тръгва надолу. Любопитното дете пропада в нещо като кладенец, който е изключително дълбок. Докато пада, Алиса оглежда тунела, по чийто стени има шкафове и лавици, пълни с книги. Падащото момиче успява да вземе един буркан с портокалово сладко, който се оказва празен. Пропадането е толкова дълго и отегчително, че Алиса започва да си говори сама.
Накрая момичето се стоварва върху купчина от съчки и сухи листа. Вижда Белия заек, все така забързан. Втурва се пак към него, но той изчезва зад ъгъла. Момичето се озовава в дълга ниска зала, осветена от няколко лампи. Наоколо са разположени редица врати, всяка от които заключена. По средата на залата седи стъклена маса, а върху нея златен ключ. Алиса пробва ключа на всяка от вратите, но то се оказва прекалено малко или прекалено голямо за ключалките. Единствено пасва на вратичка, голяма ок. 40 см и скрита зад мъничка завеса, която води към прекрасна градина, разделена от миша дупка. Копнеейки да отиде в градината, Алиса изпива шишенце, разположено на стъклената масичка. На него пише приканващо: „Изпий ме“. Момичето се смалява до 25 см, но забравя ключа на масата. След като безуспешно се опитва да се покатери по нея, тъжното дете открива кутия, в която се крие баничка, на чийто повърхност, със стафиди, е изписано: „Изяж ме“. Отхапва от храната и наблюдава дали ще се смали или порасни. Нищо не се случва. Момичето изяжда цялата баничка.

### Втора глава. Водата на сълзитe
Алиса започва да се издължава „като грамаден далекоглед“. Нозете ѝ едва се виждат и тя се замисля как ще ги обуе с нови чорапи и обувки. Докато крои планове, си удря главата в свода на залата. Детето уточнява, че сега е високо три метра. Взема малкия ключ и отключва вратата, водеща към градината. Поглежда през нея с едното си око. Непосилна да премине през вратата, момичето сяда на пода и започва да плаче. Сълзите ѝ са с обем колкото кофа с вода и скоро около плачещото дете се образува вада с около десет сантиметра дълбочина, простираща се до половината на залата.
След малко се чуват ситни стъпчици. Алиса забелязва отново Белия заек, този път великолепно нагизден. Животното си мърмори нещо под носа, че закъснява за някаква херцогиня. После  Белия заек се плаши  от размера на Алиса и побягва в тъмнината, като изпуска белите си ръкавици от ярешка кожа и голямото ветрило. Момичето вдига ветрилото и започва да си вее с него. Докато тя си мисли затова, че може да е някой друг, а не себе си, неочаквано надява една от ръкавиците. Оказва се, че ветрилото е вълшебно и смалява онзи, който го използва. Алиса захвърля магическия предмет, преди да изчезне съвсем. Сега тя уточнява, че е висока около две стъпки.
Както по-рано, малката врата е затворена, а ключа е на стъклената маса. Алиса пада в солената вода, образувана от нейните сълзи, дълбока три метра. Недалеч от момичето изплува причудлива мишка. Детето се опитва да я заговори, като ѝ обяснява за домашната ѝ котка Дайна и едно куче от родния дом. Плуващото животно обаче се страхува и от двете. За да покаже защо има страх от котки и кучета, мишката отвежда Алиса на един сух бряг, гъмжащ от разни птици и животни. Сред тях са птица Додо, Райски папагал и орле.
- Белия заек поглежда своя часовник
- Алиса открива скритата врата
- Алиса отпива от шишенцето
- Алиса се издължава
- Алиса взима магическото ветрило на Белия заек

### Трета глава. Свободно надбягване и една дълга история
Чудноватата дружина от птици, целите измокрени до кости, се събират на съвет, за да решат как да се изсушат. Алиса се сприятелява с тях и дори започва да води спор с Райския папагал, който настоява че е по-прав от нея. Мишката твърди, че знае как да се изсушат и всички се събират в кръг около нея. Тя започва да цитира най-сухата и досадна история за Уилям Завоевателя. Райската птица и патицата я прекъсват няколко пъти. Мишката пита Алиса: „как се чувства“, а тя отвръща, че е „все така мокра“. Тогава птицата Додо предлага да направят свободно бягане. Алиса е любопитна какво представлява това. Додо набързо ѝ показва, като набелязва голям кръг. Участниците се нареждат по кръга и започват хаотично надбягване. След като всички се изсушават, птицата Додо прекратява състезанието. Уморените състезатели зачакват наградата си. Додо казва, че ще получат своите възнаграждения от Алиса. Малкото момиче притеснено бърка в джоба си и намира кутията с бисквитки и един напръстник. Бисквитките са раздадени на птиците, а Алиса получава напръстника, връчен лично от птицата Додо. Печелившите намират известни трудности в изяждането на наградите си.
Всички насядат отново в кръг около Мишката и я замолват да разкаже още една история. Алиса предлага на разказвача да разкаже защо се страхува от котки и кучета, както ѝ е било обещано. Мишката предупреждава, че тази история е тъжна и дълга, и започва да рецитира стихотворение за това как една котка я е осъдила несправедливо на смърт. Алиса мисли казаното за твърде усукано, с което обижда Мишката и тя напуска ядосано. Птиците и един рак се възмущават от нейното нетърпение. Момичето отново почва да мечтае гласно за Дейна, която била отличен ловец на птици. Това уплашва останалите и те се разотиват, оставяйки Алиса сама. Детето се разплаква, но скоро чува ситни стъпчици, които мисли, че са на Мишката.

### Четвърта глава. Заека изпраща едно перце
Стъпките се оказват на Белия заек, който търси ветрилото и ръкавиците си. Алиса се включва в търсенето, осъзнавайки че голямата зала е напълно изчезнала. Заека припознава момичето със своята прислужница Мери Ан и ѝ заповядва да му донесе ръкавиците и ветрилото от къщата му. Алиса влиза в спретната къща, на чийто втори етаж намира търсеното от Белия заек, както и едно малко шишенце без надпис. Любопитното момиче изпива половината от шишето и започва да расте бързо – едната ѝ ръка излиза от прозореца, а крака през комина. Белия заек пожелава да влезе в дома си. Когато опитва да направи това през прозореца, ръката на Алиса го хвърля в един цветарник. След като момичето, отново без да иска, хвърля заека, този път със слугата му Пат, пак в цветарник, стопанинът на дома извиква гущер на име Перцето да влезе в къщата през комина, с помощта на стълба. Когато нещастното животно се спуска по комина, Алиса ритва с крака и то се изстрелва във въздуха, падайки в един плет. След инцидента, порой от камъчета се изсипват върху приклещеното момиченце. Тя забелязва, че хвърлените камъчета, лежащи на пода, започват да се превръщат в малки банички. Мислейки, че те могат да я направят по-малка, Алиса глътва една от тях и почва да се смалява. Вече достатъчно малка, за да премине през вратата, момичето избягва от къщата. Отвън я подгонват Перцето, заедно с две гвинейски прасета.
Скоро Алиса се озовава в гъста гора. Момичето си оформя две цели: да намери чудната градина и да възвърне обикновени си ръст. Тя неочаквано се натъква на грамадно кутре. Уплашеното дете се опитва да се отърве от него, като му подхвърля пръчка. Накрая Алиса се отървава от животното и навлиза още по-навътре в гората. Озовава се пред голяма гъба, над която седи голяма синя гъсеница, спокойно пушеща от дълго наргиле.
- Алиса във водата от сълзите
- Алиса и Мишката
- Алиса заедно с птицата Додо
- Мишката разказва историята за котката
- Алиса приклещена в дома на Белия заек

### Пета глава. Съветът на една гъсеница
Гъсеницата се обръща към Алиса и я пита коя е? Момичето отвръща възпитано, че не може да отговори на въпроса ѝ, понеже от сутринта е преживяла толкова много промени на ръста – ту малка, ту голяма. Неочакваният събеседник обаче не намира нищо странно в промените на външността и отговаря на Алиса с къса забележка, която обижда момичето и то решава да си тръгне. Гъсеницата възпира детето и я съветва да не се ядосва, а да сподели какъв е точно проблема ѝ. Обърканото момиче се оплаква, че не може да си припомни някои неща и дава за пример стихотворението „Как е лъснал малкия ни лекокрил…“ Гъсеницата ѝ предлага да каже наизуст „Татко Уилям“. Алиса казва стихотворението, но събеседницата ѝ го намира за грешно от началото до края. След кратко мълчание, Гъсеницата я пита колко висока иска да е? Детето отговаря, че иска да е по-голяма, защото никак не е хубаво да си висок десет сантиметра. Самата Гъсеница е висока точно десет сантиметра. Преди тя да си тръгне, казва на Алиса, че едната страна на гъбата ще я накара да расте, а другата да се смалява. Малкото момиче е объркано кой е единия край и кой другия на гъбата. Откъсва с двете ръце по малко и хапва дясното парче. То моментално почва да я смалява. Успява да глътне парче от лявата гъба, което издължава врата ѝ. Алиса шмугва шия в тревата отдолу, за да намери раменете си. Неочаквано е нападната от Гълъбица, която обърква момичето със змия, диреща да изяде яйцата ѝ. След като се отървава от птицата, Алиса успява да възвърне нормалния си ръст, като ту хапва от едната, ту от другата гъба. Момиченцето се озовава на поляна, където е разположена къщичка, висока около метър и трийсет. Отхапва от смаляваща половина и с ръст от 25 см се насочва към постройката.

### Шеста глава. Прасе и пипер
Алиса наблюдава пред къщата как една риба, преоблечена като лакей, почуква на вратата. Отваря ѝ друг лакей жаба. Първият предава голямо писмо на втория с молбата, че е покана от Царицата за Херцогинята за игра на крокет. Двамата се покланят, като си преплитат напудрените перуки. Лакеят-риба се тръгва. Вторият лакей сяда на земята до вратата. Любопитното момиче се приближава към вратата и похлопва на нея. Отвътре се чуват крясъци, шум от чупене на чинии, лай и кихане. Съществото на земята казва на Алиса, че ако той е бил отвътре е щял да и отвори, но понеже е вън няма как. Вратата се отваря и отвътре излита една чиния, която удря лакея. Жабата говори, че цял ден ще седи тук. Алиса влиза вътре.
Детето се озовава в кухня, където Готвачката приготвя супа. Херцогинята и бебето, което държи в ръцете си, кихат от прекаления черен пипер в супата. На огнището седи усмихващ се Чешърски котарак. Херцогинята и Алиса се заговарят за котката. След разговора, Готвачката започва без причина да хвърля различни предмети по жената с бебето. Херцогинята се възмущава, че ако някои хора си гледат работата, земята щеше да се върти по-бързо. Малкото момиче не е съгласна с нея. Жената започва да люлее силно бебето, след това го дава на Алиса, защото трябва да тръгва за крокет срещата. Пеленачето се оказва странно същество, издаващо грухтящи звуци и прививащо се като морска звезда.
Момичето и бебето излизат навън. Невръстното дете се превръща в прасе и Алиса го пуска в гората. Чешърският котарак се оказва седнал на един клон. Момичето го пита за посоката. Котаракът ѝ отвръща, че в едната посока се намира Мартенския заек, а в другата Шапкаря, но и двамата са побъркани. Усмихваща се котка определя като побъркани себе си и Алиса. Обърканото дете тръгва към пътя, водещ към Мартенския заек.
- Ръката на Алиса и Белия заек
- Перцето излита от комина
- Гигантското кутре
- Гъсеницата
- Жабата-лакей и рибата-лакей

### Седма глава. Една необикновена закуска
Под едно дърво пред къща е наредена голяма маса. На самия ѝ край седят притиснат Шапкаря, Мартенския заек и Катерицата, заспала дълбоко. Алиса сяда на едно голямо кресло на другата страна на масата, въпреки възраженията на двамата будни, че няма място. Мартенския заек и Шапкаря се държат налудничаво и грубо със своя гост. Шапкарят задава гатанка, но която никой не знае отговора, и си играе с отговорите на момичето. По едно време вади часовник, който отмерва годините и дните, но не и часовете. Мартенския заек пуска часовника в чашата с чай, за да го поправи, понеже закъснява с няколко дни. Шапкарят започва да говори за Времето, към което трябва да се отнасяме с уважение. Налудничавият мъж да си спомни за концерт, проведен от Кралицата Сърце, в който участвали той и Времето. Кралицата заповядала да бъде отсечена главата на Шапкаря, заради песента му, която ѝ „губила времето“. Оттогава Шапкаря и Времето са скарани и винаги е шест часа – време за обяд. Тримата се местят непрестанно около масата, понеже нямали време да измият съдовете, заети да пият чай.
Мартенския заек и Шапкаря събуждат Катерицата, за да им разкаже приказка. Катерицата започва историята на три сестри на име Мими, Нини и Лили, които живеели щастливо на дъното на кладенец, от който извирал сироп, и се упражнявали в рисуването на неща, които започват с буквата „М“. Алиса смята целия разказ за абсурден и непрекъснато задава въпроси на разказвача. Отговорите на Шапкаря, Мартенския заек и Катерицата объркват малкото момиче. Алиса напуска масата обидена и отвратена. Последно вижда как Шапкаря и Мартенския заек се опитват да напъхат Катерицата в чайника. Детето намира врата в едно дърво, което я отвежда отново в залата от втора глава. С помощта на гъбата от Гъсеницата Алиса нагажда своята височина на 25 сантиметра и преминава през вратата, водеща към Чудната градина.

### Осма глава. Царицата и нейното игрище
До входа на градината седи розово стъбло, чийто бели рози са боядисвани в червено от трима градинари с имена: Две, Пет и Седем. Алиса пита тримата защо правят това. Две и отговаря, че Царицата на сърцата е заповядала да се посади стъбло с червени рози, но те погрешка посадили с бели. От вътрешността на градината се задава Царицата. Тримата слуги падат по очи на земята.
Царският екскорт се състои от войници – подобно на градинарите, също с продълговати и плоски като карти за игра тела, – придворни, царското семейство и гости. Между гостите Алиса забелязва Белия заек, който е глашатай. Шествието се спира пред Алиса и градинарите. Момичето се опитва да защити клетите слуги, но Царицата заповядва да бъде отсечена главата и на четиримата. Царят се застъпва за детето, а градинарите се скриват зад една огромна саксия.
Царицата на сърцата кани Алиса да играят крокет. Играта обаче е крайно необичайна: игрището е пълно с трапчинки и издатини, вместо топка се използват живи таралежи и вместо чук живи фламингота. За обръч служат войниците, които превиват телата си като мост. Не присъстват каквито и да е правила, всеки прави каквото си иска и остават Царицата, раздаваща смъртни присъди наляво и надясно, да побеждава. Алиса се опитва да изправи врата на фламингото и да удари бягащия таралеж. Накрая се отказва и търси начин да избяга от игрището. Неочаквано във въздуха се появява главата на Чешърския котарак и момичето започва да му се оплаква от играта и Царицата. Царят и Царицата на сърцата чуват разговора. Те не харесват новия гост и заповядват да се отсече главата му. Палачът възразява: не може да отсече глава ако няма тяло. Между тях избухва спор. Алиса споделя, че котката е на Херцогинята, нея да питата. Палачът довежда Херцогинята, но вече е късно – главата на Чешърския котарак е изчезнала.
- Херцогинята, готвачката и бебето
- Чешърският котарак
- Алиса с Шапкаря и Мартенския заек
- Шапкаря, Мартенския заек и Катерицата
- Две, Пет и Седем

## Персонажи
- Алиса (Alice) – момиче в детска възраст; главен персонаж в историята. Типично в духа за Викторианската епоха, Алиса е възпитано и вежливо момиче, което се опитва да се държи добре с другите хора. Сблъсквайки се с причудливите персонажи от Страната на чудесата, тя понякога е по-груба и рязка. Често прибягва до свои разсъждения, които се оказват колкото абсурдни, толкова и забавни. Момичето обича стихотворенията и песните.
- Белия заек (The White Rabbit) – бял говорещ заек със светлочервени очи, облечен с жилетка, в чийто джоб носи часовник. Има аристократични маниери и изисквания. Живее в голяма къща, която разполага със слуга на име Пат. Верен на Царицата на Сърцата, при която изпълнява длъжността на глашатай. Първоначално е представен делови и забързан, винаги закъсняващ за кралицата.
- Шапкаря (The Hatter) – чудновата фигура, определяна за луд, заедно със своите събеседници Мартенския заек и Катерицата. Тримата персонажи присъстват на необикновената закуска, на чийто гост е Алиса. Шапкарят е налудничава личност, която прави прибързани и необмислени действия. Обича песните и гатанките. Алиса го намира за невъзпитан, често правещ ѝ забележки.
- Царицата на сърцата (The Queen of Hearts) – владетелска в Страната на чудесата, в чийто подчинение са странно изглеждащи същества с тяло на карти за игра. Описана е темпераментна и взискателна, често издаващи смъртни присъди за най-малките нередности или нарушения. Присъдата ѝ е една и съща „отсичане на главата“. Съпруга на Краля на сърцата, който е далеч по-благ от нея.
- Царя на сърцата (The King of Hearts) – съпруг на Царицата на сърцата, който понякога влиза и в ролята на съдия. Представлява пълна противоположност на жена си – тих и миролюбив, гледащ да отменя жестоките присъди на владетелката, докато я няма наоколо.
- Херцогинята (The Duchess) – враг на Царицата на Сърцата, която първоначално е представена груба и налудничава, с което става антипатична за Алиса. В Тяхната втора среща, на игрището за крокет, херцогинята е описана в по-положителна светлина.
- Чешърския котарак (The Cheshire Cat) – червен котарак с остри нокти и зъби. Има широка усмивка, което е нещо необичайно за червените котараци. Смята всички, включително и себе си, за побъркани. Притежава дарбата да изчезва и да се появява внезапно.
- Гъсеницата (The Caterpillar) – синя гъсеница, която живее вдън гората. Тя седи на голяма гъба и пуши от голямо наргиле. Не е особено общителна и приветлива; не разбира проблемите на Алиса, с което обижда момичето. Смята промяната на тялото за нещо маловажно.
- Мартенския заек (The March Hare) – другар на Шапкаря и Катерицата в необикновената закуска. Подобно на своя приятел, действията и мислите на заека са необмислени, граничещи с лудостта.
- Катерицата (The Dormouse) – изключително поспалива и мудна катерица, която също присъства на необикновената закуска. Подобно на своите приятели е определяна за „луда“.
- Мишката (The Mouse) – обидчива и необщителна мишка, която се страхува от котки и кучета. Смята Алиса за грубо и невъзпитано момиче, понеже говори често за домашната си котка Дейна.
- Птицата Додо (The Dodo) – птица, която присъства в групата от птици. Организира свободното надбягване, в което участниците се изсушават.
- Грифона (The Gryphon) – митологично животно, което по препоръка на Херцогинята, завежда Алиса при Лигавата костенурка. Описан е ленив. Според него всичко е въображаемо.
- Лигавата/Мнимата костенурка (The Mock Turtle) – костенурка, която винаги е тъжна, въпреки че няма сериозна причина да е такава. Херцогинята я смята за лигана и че от нея няма да стане хубава супа.
- Перцето/Бил (Bill the Lizard) – гущер, който е изритан от крака на Алиса, когато се опитва да влезе в дома на Белия заек през комина.
- Пат (Pat) – слуга на Белия заек. Пребивава в дома на заека. Автора не дава никакво външно описание на персонажа.
- Две, Пет и Седем (Two, Five & Seven) – карти градинари, слуги на Царицата на сърцата.
- Кутрето (The Puppy) – грамадно малко кученце, което се опитва да „изяде“ Алиса.
- Дайна (Daina) – домашната котка на Алиса.

## Създаване на творбата
На 4 юли 1862 г. Чарлз Доджсън извежда своята малка приятелка Алиса Лидъл, заедно с двете ѝ сестри Лорина и Едит, на разходка с лодка по река Темза. Момичетата помолили придружителя да им разкаже забавна приказка, измислена от него. Тогава младият професор съчинил „Алиса в страната на чудесата“. После по молба на децата написал приказката в тетрадка, която украсил със свои рисунки и им я поднесъл като коледен подарък още същата година. Случайно ръкописа попада в ръцете на писателя за деца Джордж Макдоналд, който убеждава Доджсън да издаде книгата.

## Издания на български език
- 1933; Издателство Т. Ф. Чипев, София, „Алиса в страната на чудесата“, Прев. от англ. Лазар Голдман c предг. от Николай Лилиев, Колекция Книги Т. Ф. Чипев за деца и юноши, N 1; 131 с., с ил.
- 1943; Знание, София; „Aлиса в страната на чудесата“, Прев. от англ. Любен Сечанов; Ил. А. Л. Болей; Колекция Знание за деца и юноши; 160 с. : с ил.;
- 1996; Издателство „Пан“, София; „Алиса в Страната на чудесата и в Огледалния свят“ (заедно с „Алиса в Огледалния свят“); Поредица „Вечни детски романи“ №1; Редактори: Цанко Лалев и Костадин Костадинов; Корица: мека; Стр. 156 (От 3 до 118 – романа); Формат: 84/108/32; ISBN 954-657-074-5
- 2009; „Вестникарска група България“, София; „Алиса в Страната на чудесата“; Превод: Светлана Комогорова-Комата; 191 с.; ISBN 978-954-9976-30-4
- 2015; Издателска къща „Хермес“, София; „Алиса в Страната на чудесата“ (заедно с „Алиса в Огледалния свят“; Поредица „Детско-юношеска класика „Златно перо“; Превод: Христо Петров Кънев, Венера Иванова Атанасова; Илюстрации: Борис Николов Стоилов; Редактор: Величка Настрадинова; Коректор: Нина Славова; Корица: мека; Формат 60/84/16; Печатни коли: 14; ISBN 978-954-26-0440-2
- 2016; Издателска къща „СофтПрес“ ООД, София; „Алиса в Страната на чудесата“; Превод: Любомир Николов-Нарви; Илюстрации: Милена Радева; Корица: Радослав Донев; Графично оформление: Мая Яначкова; Редактор: Димитър Риков; Коректор: Правда Василева; Печат: ФолиАрт ООД; Формат: 70/100/16; Печатни коли: 7,5; ISBN 978-619-151-318-5